# 小針彩希
小針 彩希（こばり さき、2月23日 - ）は、日本の女性声優。福島県出身。81プロデュース所属。

## 略歴
2018年4月より81プロデュース所属。高校3年生時に国際声優コンテスト「声優魂」の国内カテゴリーで入賞している。
2018年8月29日、世界初の声優によるバスケットボールリーグ「声優Jrバスケ3×3 SJ3.LEAGUE」の発足が決定され、そのチームである「ちぇるびあっち」に参加する。

## 人物
趣味・特技はカラオケ、ボードゲーム、格言集め、Youtube鑑賞、脚本制作、園児の泣きまね。中学時代は3年間バレーボールをやっていた。
方言は福島弁。

## 出演
太字はメインキャラクター。

### 劇場アニメ
- 名探偵コナン 黒鉄の魚影（2023年、客）
- デッドデッドデーモンズデデデデデストラクション（2024年、Plankton〈AI〉） - 後章

### Webアニメ
- パンと僕のモモちゃん（2018年、パン屋の店員 他[9]）
- ベイブレードバースト スパーキング（2020年、子供A）
- みにヴぁん ら〜じ（2021年 - 2022年、女性1、客2） - 2シリーズ
- 賭ケグルイ双（2022年、妄の仲間C）
- トミカヒーローズ ジョブレイバー 特装合体ロボ（2022年、園児、スタッフ、オペレーター）
- ライジングインパクト（2024年、女性客A、看護師、事務員、ジュニアB、先輩B） - 2シリーズ[一覧 8]
- 幼なじみのカルボウ（2024年、観客の少年[10]）

### ゲーム
- ウイニングハンド（2018年、ベガ[11]、デネブ[11]、アンタレス[11]、ニケ[12]）
- 城姫クエスト 極（2019年、勝龍寺城[13]）
- デュエル・マスターズ プレイス（2019年 - 2020年、ペコタン、邪妃グレゴリア、暗黒皇女メガリア）
- メガトン級ムサシ（2021年、江藤友加里、子安優美）
- モンスターストライク（2023年、癸卯ラビコ[14]）
- Library of Ruina（2024年、ナオキ[15]）
- 聖剣伝説 VISIONS of MANA（2024年）

### ドラマCD
- THE IDOLM@STER MILLION THE@TER WAVE 17 ARMooo（2021年、通行人）

### ラジオドラマ
※はWebラジオ番組。
- 君は優しい流星群（2022年※、リュウイチの母[16]）

### デジタルコミック
- おとなりさん以上かぞく未満（2019年、神園秋穂[17]）
- アニコミ 元武王のおっさんと、万魔王と呼ばれた娘。～ほのぼの父娘の殺伐無双～（2023年、アイネ[18]）

### オーディオブック
- 超 筋トレが最強のソリューションである 筋肉が人生を変える超・科学的な理由（2018年、ナレーター）
- 猫にはなれないご職業（2020年、藤里桜子 他[19]）
- 家族写真（2021年）
- 夢探偵フロイト -マッド・モラン連続死事件-（2021年[20]）
- VTuberなんだが配信切り忘れたら伝説になってた（2022年）
- 夢探偵フロイト－てるてる坊主殺人事件－（2022年[21]）
- 路地裏に怪物はもういない（2022年、北龍まもり、ミナ 他[22]）
- ウルトラマン青春記 フジ隊員の929日（2022年[23]）